# Robert Farnon
Robert Joseph Farnon est un compositeur, chef d'orchestre, arrangeur et trompettiste canadien, né à Toronto (Ontario) le 24 juillet 1917 – mort à Guernesey, dans les îles Anglo-Normandes, le 23 avril 2005.

## Biographie
Jeune, il apprend à jouer de divers instruments (piano, violon, batterie), mais c'est surtout la trompette qu'il pratiquera (notamment dans le domaine du jazz, et en particulier à la radio canadienne) à partir des années 1930, durant lesquelles il étudie également la composition avec Louis Waizman. Ces mêmes années, il commence à effectuer des arrangements pour des orchestres de danse (et/ou de jazz) canadiens et américains, dont celui de Paul Whiteman. Et en 1940, il compose une première œuvre d'envergure, sa symphonie no 1.
La Seconde Guerre mondiale le conduit au Royaume-Uni en 1944, où il dirige alors un orchestre militaire canadien. Là, il entame une collaboration avec la BBC (radio, télévision) et poursuit ses arrangements pour des orchestres de danse britanniques, ainsi que ses activités de chef d'orchestre et de compositeur (installé au Royaume-Uni dès la fin de la guerre — il effectuera néanmoins de nombreuses tournées à l'étranger, reviendra ainsi à plusieurs reprises au Canada, et séjournera même brièvement aux États-Unis —, il réside à partir de 1958 sur l'île de Guernesey, où il décède en 2005).
Comme compositeur, même si on lui doit plusieurs œuvres de musique dite « classique » (dont trois symphonies, un concerto pour piano),  il se forgera surtout une réputation d'auteur de musique dite « légère » : on lui doit des centaines de petites pièces, la plupart publiées chez l'éditeur britannique Chappell Music (citons par exemple Peanut Polka, Westminster Waltz, Jumping Bean...). Et parmi ses nombreux arrangements, mentionnons celui  pour orchestre, vite entré au répertoire, de la chanson À la claire fontaine.
En outre, il créera son propre orchestre populaire (The Robert Farnon Orchestra) et collaborera, entre autres comme arrangeur, avec divers musiciens bien connus, tels Dizzy Gillespie, les chanteurs Frank Sinatra, Lena Horne, Tony Bennett, Sarah Vaughan, ou encore son compatriote, le joueur d'harmonica classique Tommy Reilly (de) (il lui composera un Prelude and Dance, pour harmonica et orchestre).
Pour le cinéma (surtout britannique), il est également l'auteur de musiques de films, à partir de 1947 et jusqu'en 1982, ainsi que de musiques pour un téléfilm et quelques séries télévisées (dont Le Prisonnier). Son traitement particulier des cordes marquera plusieurs de ses cadets, notamment André Previn ou John Williams.

## Compositions (sélection)

### Cinéma
(filmographie complète)
- 1947 : Just William's Luck de Val Guest
- 1948 : Spring in Park Lane de Herbert Wilcox
- 1948 : Williams comes to Town de Val Guest
- 1948 : Elizabeth of Ladymead de Herbert Wilcox
- 1949 : Paper Orchid de Roy Ward Baker
- 1949 : Maytime in Mayfair de Herbert Wilcox
- 1951 : Capitaine sans peur (Captain Horatio Hornblower) de Raoul Walsh
- 1951 : L'Enquête est close (Circle of Danger) de Jacques Tourneur
- 1954 : Le Roi des îles (His Majesty O'Keefe) de Byron Haskin
- 1954 : Voyage en Birmanie (Lilacs in the Spring) de Herbert Wilcox
- 1955 : All for Mary de Wendy Toye
- 1955 : Les hommes épousent les blondes (Gentlemen marry Brunettes) de Richard Sale
- 1956 : It's A Wonderful World de Val Guest
- 1957 : Un yacht nommé Tortue (True as a Turtle) de Wendy Toye
- 1957 : La Petite Hutte (The Little Hut) de Mark Robson
- 1959 : La Blonde et le Shérif (The Sheriff of Fractured Jaw) de Raoul Walsh
- 1959 : Expresso Bongo de Val Guest
- 1962 : Astronautes malgré eux (The Road to Hong Kong) de Norman Panama
- 1964 : The Truth About Spring de Richard Thorpe
- 1968 : Shalako d'Edward Dmytryk
- 1977 : The Disappearance de Stuart Cooper
- 1979 : Le Secret de la banquise (Bear Island) de Don Sharp
- 1982 : Friend or Foe de John Krish

### Télévision
(séries, sauf mention contraire)
- 1958 : Expedition ins Unbekannte
- 1967 : Le Prisonnier (The Prisoner)
- 1968 : Les Champions (The Champions), un épisode
- 1972-1974 : Colditz
- 1977-1979 : Secret Army, 37 épisodes
- 1979 : Un homme nommé Intrépide (A Man called Intrepid)
- 1979 : Mary and Joseph : A Story of Faith, téléfilm d'Eric Till

### Autres œuvres
- 1940 : Symphonie no 1 en ré bémol majeur
- 1942 : Symphonie no 2 Ottawa en si majeur
- 1947 : Three Impressions pour orchestre
- 1955 : Canadian Impressions, suite pour orchestre
- 1958 : Rhapsody pour violon et orchestre
- 1966 : Prelude and Dance pour harmonica et orchestre
- 1971 : Saxophone Triparti, pour trois saxophones et orchestre
- 1998 : Concerto Cascades to the Sea pour piano et orchestre
- 2004 : The Gaels : An American Wind Symphony, pour orchestre d'harmonie ; Symphonie no 3 Edinburgh
- 2005 : Concerto Romancing the Phœnix pour basson et orchestre